# Linea Gialla (metropolitana di Lisbona)
La linea Gialla (in portoghese: linha Amarela), anche nota come linea del Girasole (in portoghese: linha do Girassol), è una linea della  metropolitana di Lisbona, a servizio dell'omonima città, capitale del Portogallo.
La linea è stata inaugurata il 29 dicembre 1959 come parte della linea Blu, ma, nel 1995, il tratto tra Marquês de Pombal e Campo Grande è passato dalla linea Blu ad una nuova linea che sarebbe, appunto, la Gialla.
La linea comprende 11 stazioni, di cui 3 di interscambio con le altre linee: a Campo Grande con la linea Verde, a Saldanha con la Rossa e a Marquês de Pombal con la Blu.
I due capolinea sono Odivelas e Rato.